# François-Joseph Le Mercier
François-Joseph Le Mercier (* 4. Oktober 1604 in Paris, Frankreich; † 12. Juni 1690 auf Martinique, Kleine Antillen) war ein französischer Jesuit, der als Missionar in Québec und als Generalsuperior der Missionen in Neufrankreich und Westindien tätig war.

## Leben
François-Joseph Le Mercier wurde am 4. Oktober 1604 als Sohn von Paul Le Mercier, Goldschmied und Kammerdiener des Königs, und Marie Du Jardin in Paris geboren. Im Alter von 18 Jahren trat er am 22. Oktober 1620 als Novize in den Orden der Jesuiten ein. Er verbrachte den ersten Teil seiner religiösen Laufbahn in Paris, wo er Philosophie und Theologie am Collège de Clermont studierte und anschließend auch vier Jahre lang lehrte. Er wurde 1633 zum Priester geweiht und segelte sofort nach Abschluss seiner Ausbildung als Jesuit nach Neufrankreich, wo er am 20. Juli 1635 in Québec ankam. Bereits drei Tage später brach er mit einem Kanu ins Land der Huronen auf, das er am 13. August erreichte.
Zu dieser Zeit lebten die Missionare gewöhnlich in Ihonatiria (St-Joseph I) unter der Leitung von Jean de Brébeuf. Le Mercier erlernte sehr schnell die Sprache der Huronen, die ihm den Namen „Chaüosé“ gaben, und begann mit seiner Tätigkeit. Brébeuf beurteilte ihn bald als „einen perfekten Missionar“. Die Missionare lebten in dieser Anfangszeit ganz nach Art der Indianer in lokaltypischen Rindenhütten ohne Möbel und Decken, und schliefen in voller Kleidung auf Matten. Sie ernährten sich von Maisbrei und Kürbis, gelegentlich Fisch. Sie besuchten die Nachbarsiedlungen und wurden oft unfreundlich von den Indianern empfangen, als Gäste in ihren Zelten waren sie gepeinigt durch die Promiskuität, den Schmutz und den Rauch, und belästigt durch die Hunde.
Schon im Jahr nach seiner Ankunft hatte Le Mercier als Krankenpfleger viel zu tun, da die Huronen von einer Epidemie heimgesucht wurden. Die Feindschaft der Indianer wurde durch diese Epidemie so angestachelt, dass sie in ihren Beratungen ein Massaker an den Missionaren beschlossen. In dieser Zeit befasste sich Brébeuf mit der Errichtung einer zweiten Missionsstation in Ossossané, deren Leitung Le Mercier übertragen erhielt. In Ossossané unterzeichneten schließlich alle Missionare am 28. Oktober 1637 einen Brief, in dem sie sich angesichts des bevorstehenden Todes in ihr Schicksal ergaben. Die Drohung wurde dann doch nicht ausgeführt, allerdings hielten die Feindseligkeiten noch für Jahre an, Le Mercier entging nur knapp einem Brandanschlag, wobei ihm sein Mut und seine Eloquenz halfen.
Mit der Ankunft von Jérôme Lalemant als Superior der Mission am 28. August 1638 ergaben sich einige Änderungen. Bisher hatten die Missionare mit den Huronen in Ossossanë und seit Frühjahr 1638 in Teanaostaiaé (Saint-Joseph II) anstelle von Ihonatiria gelebt. Lalemant führte eine Volkszählung der Huronensiedlungen durch und stellte eine Bevölkerung von 12.000 statt. Deshalb entschied er sich, die Missionare in einer einzigen befestigten Station zusammenzuziehen, Fort Sainte-Marie, das 1639 im Gebiet des heutigen Midland (Ontario) errichtet wurde. Le Mercier hatte als Priester und Prokurator einen großen Anteil an der Errichtung dieser Station, vernachlässigte aber seine Missionstätigkeit daneben nicht. Zunächst reiste er noch, als die Missionsstation später ein regelmäßiger Anlaufpunkt der Huronen wurde, konnte er sein Priesteramt dauerhaft in der Station verrichten, was auch seine Verwaltungstätigkeit erleichterte. Unter seiner Leitung „wurde der Boden gerodet und gepflanzt, Tiere und Geflügel wurden mittels unglaublicher Anstrengungen von Québec herangeschafft. Die neue Gründung wurde zu einer wichtigen Farm. Ernte, Jagd, Fischfang und Handel erreichten nach einigen Jahren ein auskömmliches Niveau zur Versorgung der Gemeinschaft, der Donnés (Laienbrüder) und der Diener.“ Le Mercier lebte in dieser Zeit in der zentralen Residenz unter den zwei Superioren Lalemant und Paul Ragueneau.
In den Jahren 1648–1649 begannen die Irokesen mit ihren Angriffen, um die Huronennation systematisch zu zerstören. Nachdem Brébeuf und Gabriel Lalemant im Frühjahr 1649 als Märtyrer gestorben waren, drängten die überlebenden Huronen die Priester dazu, mit ihnen auf die Insel Ahouendoé (Île Saint-Joseph) zu fliehen. Ragueneau und Le Mercier stimmten zu und verbrannten ihre Residenz in Sainte-Marie am 14. Juni 1649. Sie erbauten eine ebensolche auf der Insel (Sainte-Marie II). Trotz Le Merciers verwalterischer Weitsicht verlangte ihnen aber der folgende Winter unvorstellbare Entbehrungen ab, so dass die Missionare auch wegen der immer noch auf dem Festland stattfindenden Überfälle der Irokesen gezwungen waren, sich 1650 mit dem großen Rest der Huronen nach Québec zurückzuziehen.
Le Mercier residierte in den folgenden Jahren in Québec. Im Jahr 1652 war er damit beschäftigt, für die Siedlung Trois-Rivières Hilfe zu organisieren, die von den Irokesen bedroht wurde. Trotz der gegenteiligen Ansicht der Siedler sorgte er für die Errichtung von Befestigungen, die es dann 1653 ermöglichten, 500 Irokesen fernzuhalten, die geschworen hatten, die Siedlung zu vernichten.
Am 6. August 1653 wurde er zum Rektor des Jesuitenkollegs in Québec und zum Generalsuperior der Missionen in Neufrankreich ernannt. In dieser Funktion nahm er an den Friedensverhandlungen mit den Irokesen teil und scheute sich nicht, die Gefahren von Besuchen bei den Indianern auf sich zu nehmen und die Verantwortung für die Errichtung der Irokesenmission in Gannentaha zu übernehmen, die er persönlich 1656 einweihte. Am 11. Mai 1656 ernannte er Jérôme Lalemant als seinen Vertreter, bis der General der Jesuiten im Sommer seinen Nachfolger, Jean de Quen, bestellte. Im Mai 1656 unternahm er eine einjährige Missionsexpedition ins Land Irokesen zum Stamm der Onondaga, die ihm den Namen „Teharonhiagannra“ gaben. Am 1. Juni 1657 war er wieder zurück in Québec. Schon am 27. Juni verließ er Québec erneut, möglicherweise war eine neue Missionsexpedition geplant, er kehrte aber in Montreal wieder um und widmete sich während der nächsten Jahre in Québec seinen verschiedenen Missionstätigkeiten.
Am 6. August 1665 wurde Le Mercier erneut zum Rektor und Generalsuperior der Missionen ernannt und befasste sich mit der Wiederbelebung der Jesuitenmission bei den Irokesen und Odawa um Sault Ste. Marie, sowie der Eröffnung der Region La Prairie nahe Montreal für die Kolonisation. Nach sechs Jahren wurde Le Mercier von seinem Amt abgelöst und zum Prokurator und Primar des Jesuitenkollegs in Québec ernannt. Aber bereits ein Jahr später, im Sommer 1672, wurde er schließlich nach Frankreich zurückberufen.
Giovanni Paolo Oliva, der General der Jesuiten, hatte für den bereits altgedienten Missionar geplant, ihm die Reorganisation der französischen Missionen in Westindien anzuvertrauen, die eine interne Krise durchmachten. Der Superior dieser Missionen wurde 1673 nach Frankreich zurückgerufen und durch Le Mercier ersetzt, mit dem Auftrag, alle Missionen im Namen des Generals zu visitieren. Er begann damit am 17. Dezember 1673, besuchte alle Missionen, regelte die Schwierigkeiten und wurde schließlich am 12. Oktober 1674 zum Generalsuperior ernannt. Dieses Amt hatte er inne bis zum 26. März 1681, als er durch Martin Poincet ersetzt wurde. Le Mercier blieb als geistlicher Leiter und Beichtvater für ein Jahr auf Martinique, danach erhielt er die Verantwortung für die Leitung aller Jesuiten der Insel, die er von 1682 bis zu seinem Tode innehatte. Er starb am 12. Juni 1690 im Alter von 86 Jahren auf Martinique.

## Werke
Le Mercier hinterließ eine große Menge an Aufzeichnungen, die meisten inbegriffen in der Schriftenreihe Relations des Jésuites. Sie bestehen aus Briefen oder Auszügen von Briefen, aber auch Erzählungen oder Teilen von Erzählungen von seiner Hand. Bereits 1637 und 1638 hatte Brébeuf ihm die Aufzeichnung der Berichte der Huronenmission übertragen. Ebenso verfasste er die jährlichen Berichte, die in seinen Jahren als Superior nach Frankreich gingen. Sein Stil war klar, präzise, lebhaft und spiegelt den aktiven Menschen und pflichteifrigen Missionar wider, der er war.
In der Relation für das Jahr 1664/65 berichtet er auch sehr detailliert über seine Beobachtungen der Großen Kometen C/1664 W1 und C/1665 F1, die er vom 19. November 1664 bis zum 17. April 1665 in Québec beobachtete.
- Relation de ce qvi s’est passé en la Novvelle France, en l’année 1637. Ihonatiria, 1637. (HTML; 235 kB (Memento vom 16. Januar 2013 im Internet Archive), HTML; 242 kB (Memento vom 29. Dezember 2013 im Internet Archive))
- Relation de ce qvi s’est passé en la Novvelle France, en l’année 1638. Ossossané, 1638. (HTML; 214 kB (Memento vom 16. Januar 2013 im Internet Archive))
- Journal des PP. Jésuites. Quebec, 1653. (HTML; 242 kB (Memento vom 28. Februar 2015 im Internet Archive))
- Relation de ce qvi s'est passé en la mission des pères de la Compagnie de Iésvs, av pays de la Novvelle France, depuis l'été de l'année 1652 iusques à l'été 1653. Québec, 1653. (HTML; 211 kB (Memento vom 28. Februar 2015 im Internet Archive))
- Journal des PP. Jésuites. Quebec, 1654. (HTML; 213 kB (Memento vom 28. Februar 2015 im Internet Archive))
- Copie de devx Lettres envoiées de la Novvelle France, au Père Procureur des Missions de la Compagnie de Iésvs en ces contrées. Québec, 1655. (HTML; 213 kB (Memento vom 28. Februar 2015 im Internet Archive))
- Journal des PP. Jésuites. Quebec, 1665. (HTML; 400 kB (Memento vom 28. Februar 2015 im Internet Archive))
- Relation de ce qvi s’est passé en la Novvelle France, des années 1664 & 1665. Québec, 1665. (HTML; 400 kB (Memento vom 28. Februar 2015 im Internet Archive), HTML; 524 kB)
- Relation de ce qvi s’est passé en la Novvelle France, aux années 1665 & 1666. Québec, 1666. (HTML; 524 kB)
- Journal des, PP. Jésuites. Québec, 1667. (HTML; 524 kB)
- Relation de ce qvi s’est passé en la Novvelle France, les années 1666 & 1667. Québec, 1667. (HTML; 524 kB, HTML; 438 kB (Memento vom 28. Februar 2015 im Internet Archive))
- Journal des PP. Jésuites. Québec, 1668. (HTML; 438 kB (Memento vom 28. Februar 2015 im Internet Archive))
- Relation de ce qvi s’est passé en la Novvelle France, aux années 1667 & 1668. Québec 1668. (HTML; 438 kB (Memento vom 28. Februar 2015 im Internet Archive), HTML; 314 kB (Memento vom 21. Februar 2015 im Internet Archive))
- Relation de ce qvi s’est passé en la Novvelle France, les années 1668 & 1669. Québec, 1669. (HTML; 314 kB (Memento vom 21. Februar 2015 im Internet Archive))
- Relation de ce qvi s’est passé en la Novvelle France, les années 1669 & 1670. Québec, 1670. (HTML; 345 kB (Memento vom 11. Mai 2015 im Internet Archive))